# Mesnil-Panneville
Mesnil-Panneville település Franciaországban, Seine-Maritime megyében. Lakosainak száma 764 fő (2022. január 1.). Mesnil-Panneville Auzouville-l’Esneval, Blacqueville, Bouville, Cideville, Croix-Mare, Limésy, Motteville, Pavilly és Villers-Écalles községekkel határos.

## Népesség
A település népességének változása:
| Lakosok száma | 676  | 694  | 718  | 719  | 727  | 729  | 742  | 772  | 764  |
|               | 2013 | 2015 | 2016 | 2017 | 2018 | 2019 | 2020 | 2021 | 2022 |